# Nantouillet
Nantouillet – miejscowość i gmina we Francji, w regionie Île-de-France, w departamencie Sekwana i Marna.
Według danych na rok 1990 gminę zamieszkiwało 181 osób, a gęstość zaludnienia wynosiła 35 osób/km² (wśród 1287 gmin regionu Île-de-France Nantouillet plasuje się na 1007. miejscu pod względem liczby ludności, natomiast pod względem powierzchni na miejscu 665.).